# Ганиев, Абдукерим Усманович
Абдукерим Усманович Ганиев (каз. Абдукерим Ғаниев, 10 января 1937, Чулакай, Казахская ССР, СССР — 2006, Республика Казахстан) — уйгурский поэт и писатель. Член Союза писателей Казахстана (1970).

## Биография
Родился 10 января 1937 года в казахском селе Чулакай. Получил образование в КазНУ.
Работал учителем в средних школах Енбекшиказахского и Карасайского районах, где преподавал уйгурский язык и литературу. Затем работал в алматинской газете «Коммунизм туғи» и панфиловской районной уйгуроязычной газеты «Колхозчилар Авази», где публиковал свои стихи.
В 1962 году казахским государственным литературным издательством был издан первый сборник стихов «Чувства юности». 
В 1966 году занимал должность редактора казахского радио, осуществляющего радиопередачи за рубеж.
Написал эпическую поэму под названием «Бахадур». Некоторые из его произведений вошли в поэтические сборники «Шынар ағаштары», «Ұйғыр ақындарының дауысы», «Ұйғыр ақындары», которые были изданы в Москве, Ташкенте и Алматы. Сборник «Жетісу жұлдыздары» был издан на русском языке издательством «Жазушы» в 1987 году. 
Автор книг «Ағалар жолы», «Қазақстан», «Жер туралы декрет», «Армандарым», «Ақиқат туралы ақиқат», «Жауынгер монологі», «Ой адамы бәрінен биік», «Ана жұртым Шолақай».
Награжден Почетной грамотой Верховного Совета Казахской ССР в 1987 году.
Скончался в 2006 году.

## Интересные факты
- Отрицал казахское происхождение Динмухамеда Кунаева, заявляя, что он был татарин[3].